# Сероголовый скворец
Сероголовый скворец (лат. Sturnia malabarica) — мелкая певчая птица из семейства скворцовых. Обитает в равнинных и холмистых районах Индии и стран Индокитая, где занимает открытые пространства с редкими деревьями и редколесья. Хорошо уживается на урбанизированных территориях, однако одинаково часто встречается и в непосещаемых человеком районах. В отличие от других видов скворцов, большую часть жизни проводит на деревьях, а не на земле. Обычно держится небольшими стайками. В некоторых источниках относится к роду малых скворцов, где значится как вид Sturnia malabarica.

## Описание
Мелкий подвижный скворец длиной 17—22 см и весом 32—44 г. Оперение лба и горла беловато-серое. Темя, затылок и щёки серебристо-серые, перья в этих местах несколько более длинные и взлохмаченные. Клюв голубоватый в основании, зеленоватый в середине и жёлтый на конце. Радужная оболочка серовато-белая. Верх туловища и кроющие буровато-серые. Первостепенные маховые коричневые с небольшим зеленоватым отливом, более тёмные буровато-чёрные по внешнему краю. Низ рыжевато-коричневый. Хвост серый с шоколадно-коричневыми вершинами. Ноги коричневато-жёлтые либо оливково-бурые. Самцы и самки внешне друг от друга не отличаются. Молодые птицы выглядят более тускло с преобладанием серовато-коричневых тонов. Вокализация — мелодичная трель или двусложное чириканье. Выделяют два подвида — S. m. nemoricola и S. m. blythii.

## Распространение
Распространён на большей части Индии (кроме северо-запада), далее на восток до китайских провинций Сычуань и Юньнань и потом на юго-восток, охватывая почти всю территорию Индокитая за исключением Малайского полуострова. Преимущественно оседлый или кочующий вид, в низовьях Гималаев птицы в зимнее время перемещаются в долину Катманду. Держится среди листвы деревьев в редкольесье или на лужайках. В холмистой местности не поднимается выше 800 м над уровнем моря. Летают плотными стаями и часто мгновенно меняют направление с большой синхронностью.

## Размножение
Сезон размножения длится с начала февраля до конца июля. Гнездится в дуплах деревьев на высоте 3—12 м от земли, часто занимая старые гнёзда дятлов или бородастиковых (Megalaimidae). Чаще всего откладывает в марте, кладка состоит из 3—5 (обычно 3-х) яиц голубовато-зелёного цвета без крапления. Период насиживания в среднем составляет 17 дней. Самец и самка вместе строят гнездо, насиживают и ухаживают за потомством. Птенцы начинают летать через 19—21 день.

## Питание
Кормится насекомыми (термитами, жуками, гусеницами, мухами и пр.), нектаром, пыльцой и цветками растений (эритрины (Erythrina), гревиллеи (Grevillea), шальмали (Salmalia) и др). В период созревания питается ягодами лантаны (Lantana), жожоба (Zizyphus), плодами фикуса и семенами альбиции (Albizzia).

## Галерея

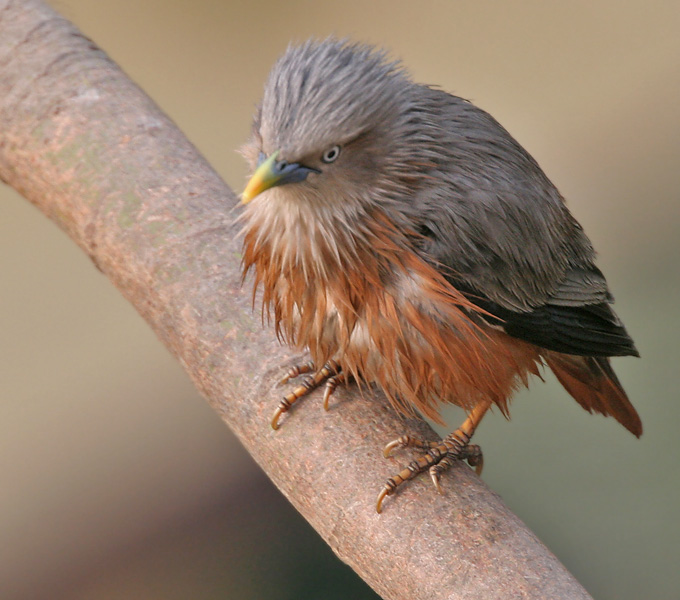
После купания
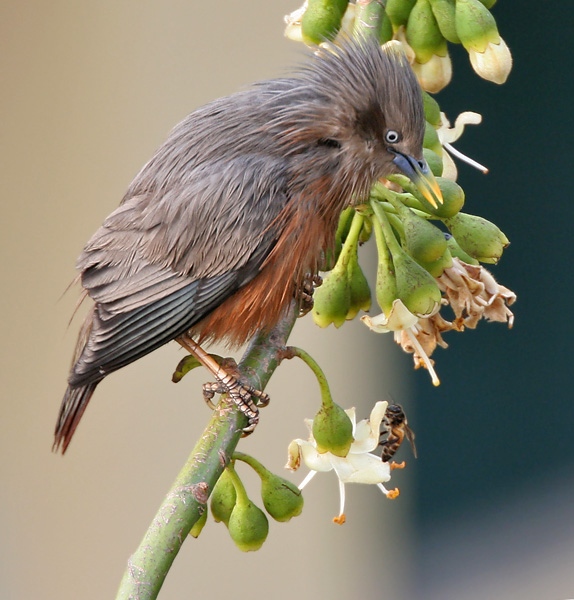
После купания
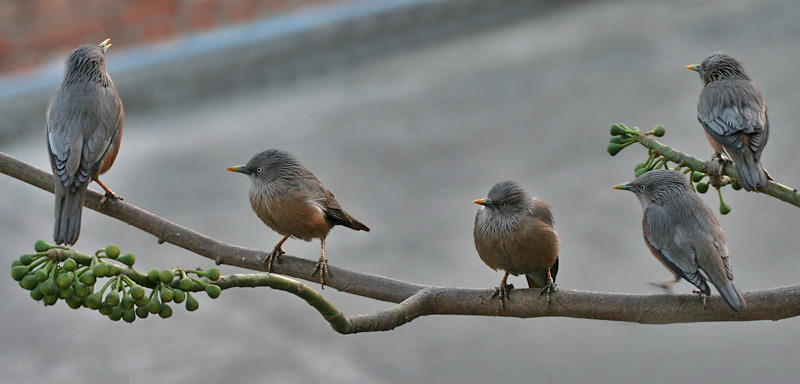
Стайка на ветке
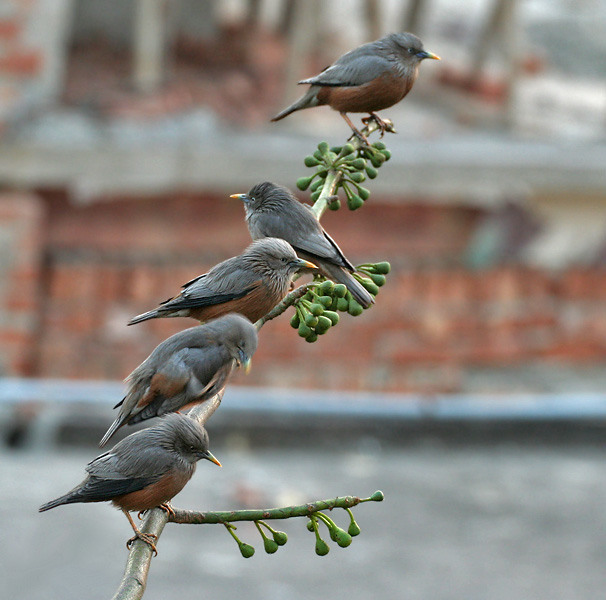
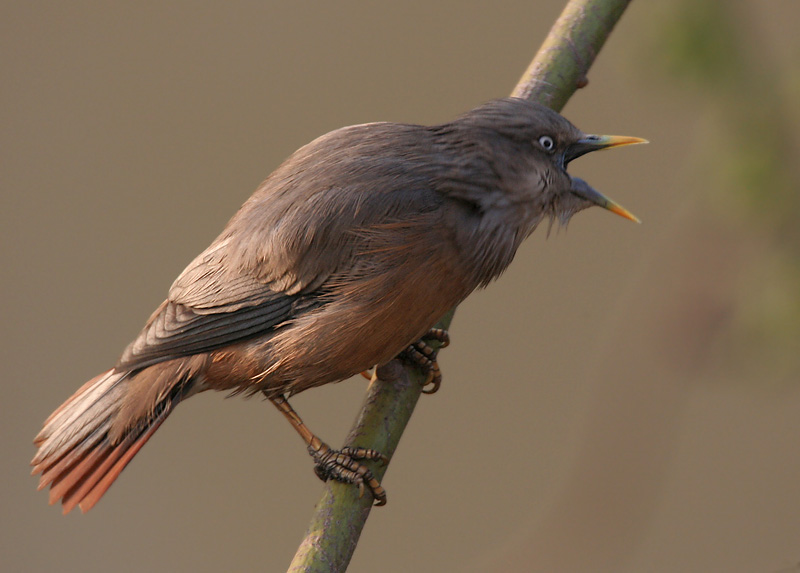
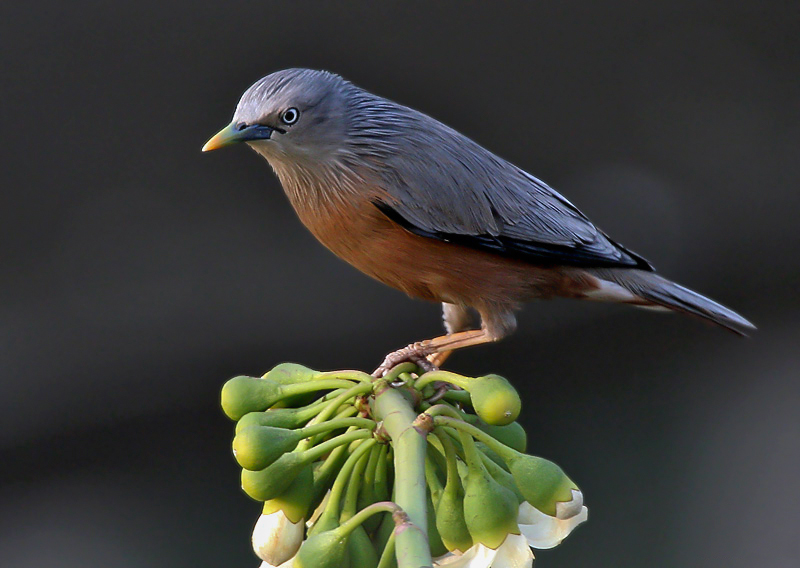
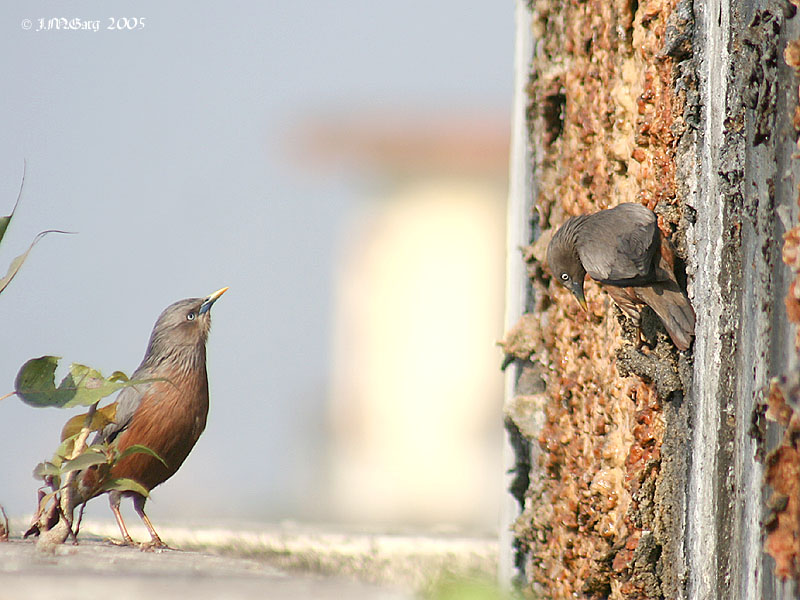
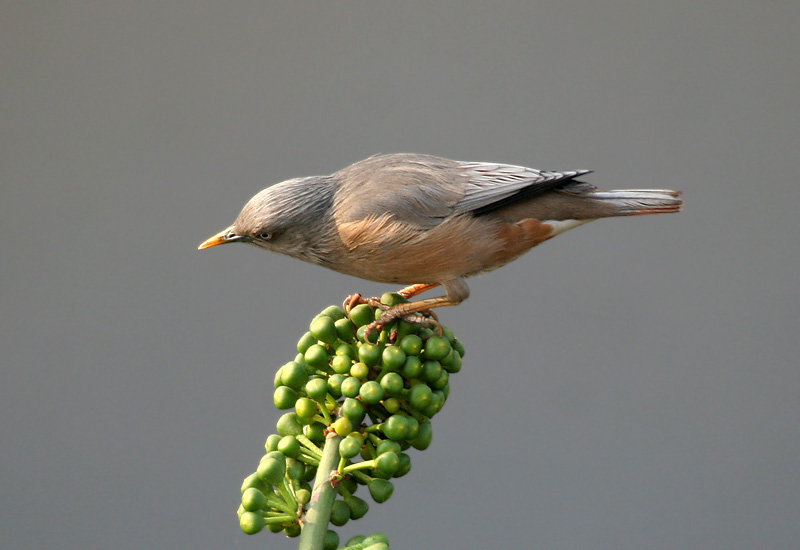
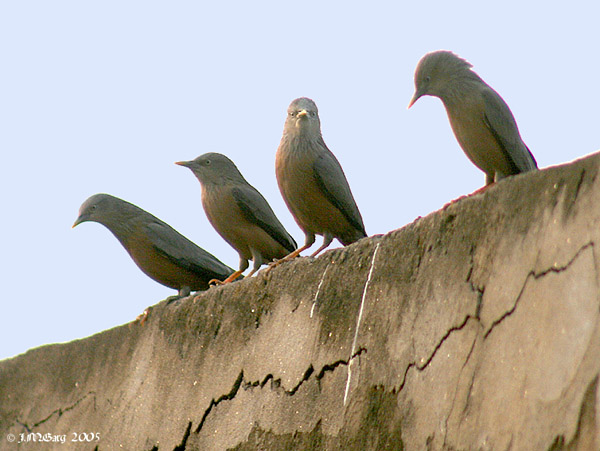
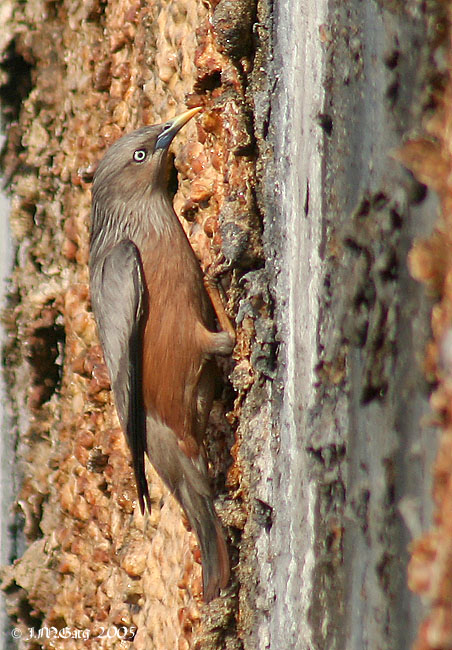
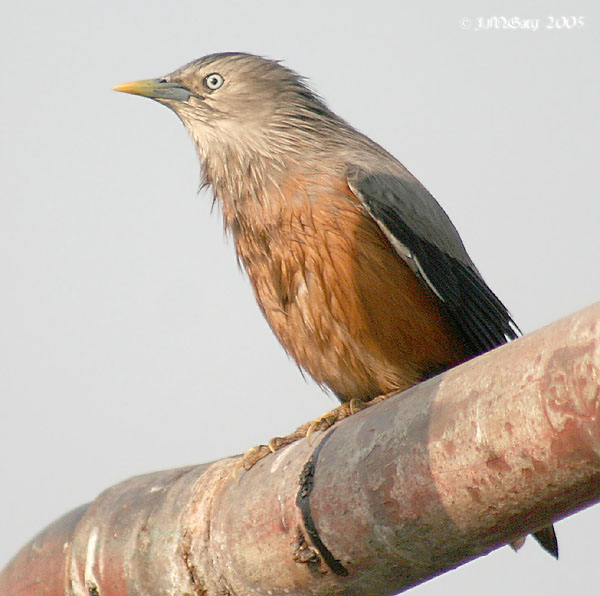
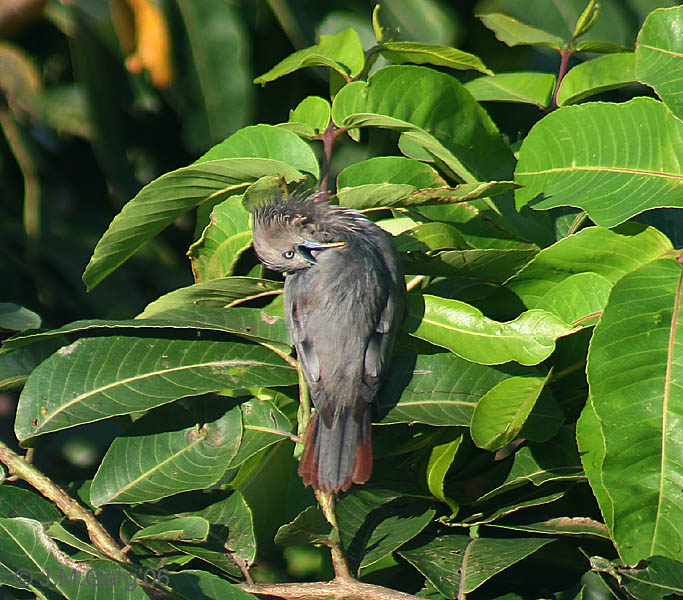